# دیوار جداکننده

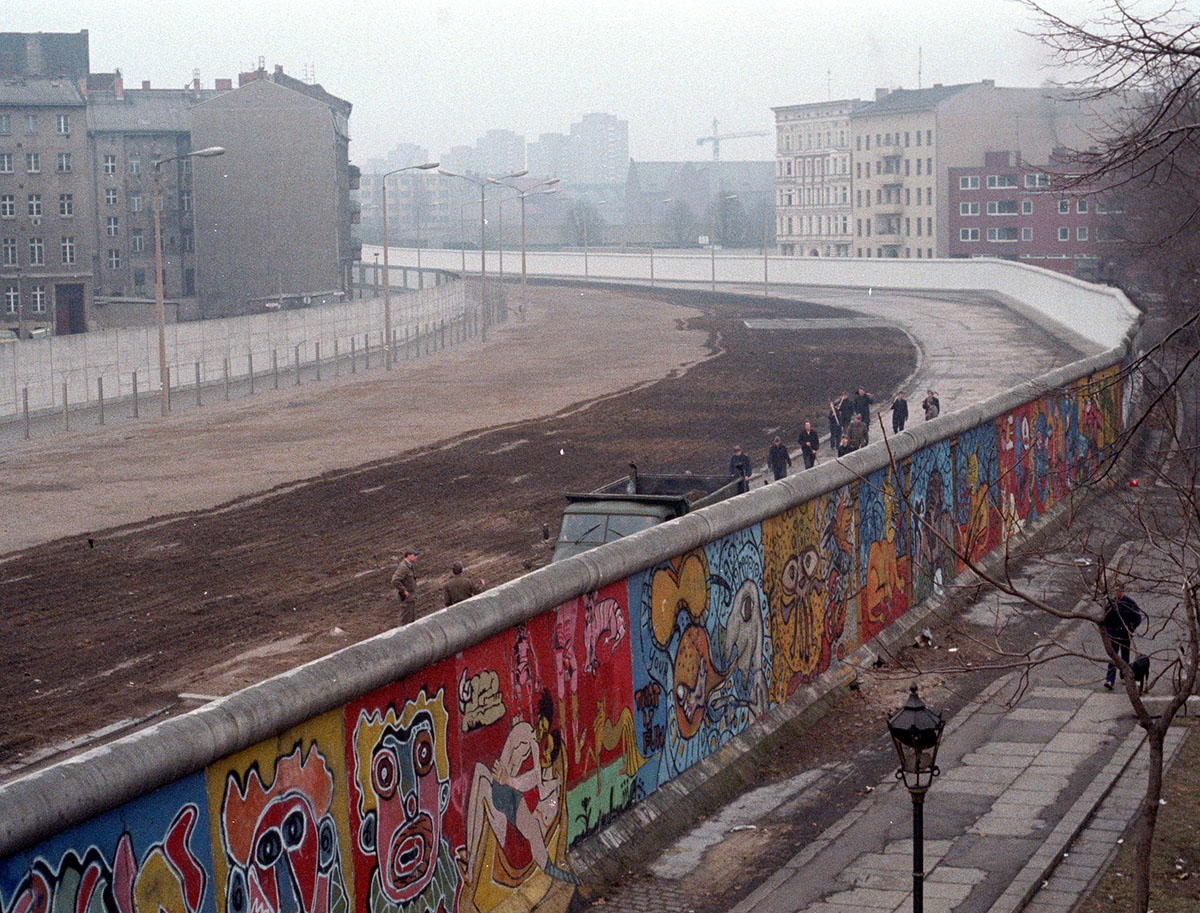
دیوار برلین از سال ۱۹۶۱ تا ۱۹۸۹ برلین را تقسیم کرد و بین سال‌های ۱۹۹۰ تا ۱۹۹۲ نابود شد.

دیوار جداکننده یا دیوار جدایی (به انگلیسی: Separation barrier, separation wall)، یک دیوار یا حصار است که برای محدود کردن رفت و آمد افراد در یک خط یا مرز خاص یا جدا کردن مردم یا فرهنگ‌ها ساخته می‌شود. یک دیوار جداکننده که در امتداد یک مرز بین‌المللی به رسمیت شناخته شده‌است به عنوان دیوار مرزی شناخته می‌شود.

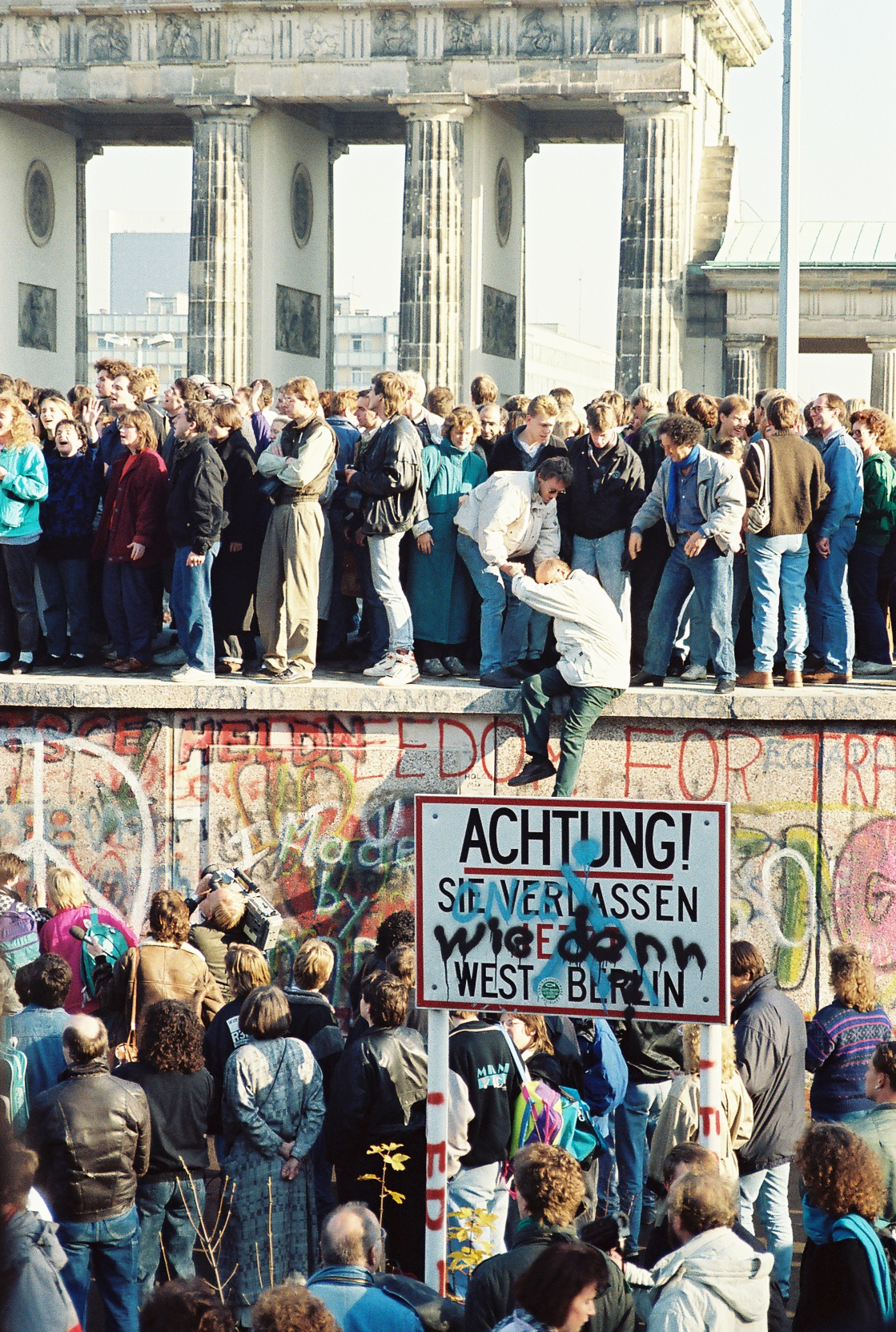
به هنگام فروپاشی دیوار برلین، نوامبر ۱۹۸۹، مردم از روی دیوار نزدیک دروازه براندنبورگ بالا می‌روند.